# Железная дорога (стихотворение)
Желе́зная доро́га — стихотворение Николая Некрасова, написанное в начале 1864 года. Запрещённое цензурой в мае и впервые опубликованное 24 ноября 1865 года в октябрьском номере «Современника», оно считается одним из самых сильных антикапиталистических выступлений русской литературы XIX века.

## Исторический фон и достоверность
Поэма основана на реальной истории строительства Николаевской (ныне Октябрьская железная дорога) между 1843 и 1851 годами. Ответственным за проект железной дороги был граф Пётр Клейнмихель, в те годы — министр транспорта России и безжалостный администратор. Отсюда краткое введение в виде эпиграфа: «Ваня (в кучерском армячке): „Папаша! Кто строил эту дорогу?“ Отец (в пальто с красной подкладкой): „Граф Пётр Андреевич Клейнмихель, душенька!“». Строителям, большинство из которых были крестьянами, платили в среднем по 3 рубля в месяц, притом зачастую они бывали обмануты начальством, а также наказывались штрафами за всевозможные проступки. Среди работников была высокая смертность; точное число жертв осталось неизвестным, хотя Некрасов в своём стихотворении упоминает пять тысяч.
Доктор исторических наук Михаил Давыдов критиковал Некрасова за несоответствие историческим фактам[значимость факта?]:

…некрасовская не была такой, как описывал Некрасов. Это не Некрасову было агитки писать

## История
Некрасов написал стихотворение в начале 1864 года. В мае того же года он попытался пройти цензуру, но безуспешно. Воодушевлённый новым законом, отменившим предварительные цензурные процедуры, но ужесточившим наказание за фактические публикации, он опубликовал стихотворение «Железная дорога» в выпуске № 10 «Современника» за 1865 год. В тот же день, 24 ноября, цензор Еленев прислал руководителям журнала циркуляр с осуждением «предосудительной природы» стихотворения. После специального заседания Совета по делам печати и издательства в конце ноября, министр внутренних дел Пётр Валуев 4 декабря передал «Современнику» второе уведомление, в результате чего журнал оказался на грани закрытия. В мае 1866 года журнал был в конце концов закрыт, «Железная дорога» названа одной из самых политически опасных публикаций.

## Краткое содержание
Часть I
Рассказчик рассматривает красивые залитые лунным светом осенние пейзажи из своего вагонного окна. Мальчик, путешествующий в одном купе с отцом-генералом («пальто на красной подкладке» носили генералы), — Ваня спрашивает отца, кто построил эту железную дорогу — и получает ответ, что это был граф Клейнмихель.
Часть II
Рассказчик повествует о том, как он рассказывает маленькому Ване о реальных людях, построивших эту железную дорогу. Внезапно мальчик поражён ужасным видением: тысячи призраков изможденных, изуродованных людей поднимаются по бокам рельсов, каждый пытается рассказать свою историю, спрашивая людей будущего, помнят ли они вообще тех, по чьим костям они сейчас путешествуют.
Часть III
Ваня рассказывает отцу о видении и о том, как их визави рассказывал о них — о тех, кто были настоящими строителями железной дороги. Генерал, возмущённый, предлагает свою собственную аргументацию: он был в Риме, Вене и Афинах и видел там прекрасные творения человека. Но были ли эти шедевры созданы «простым человеком»? Нет, простые люди — всего лишь вандалы, способные только уничтожить красоту. Он требует, чтобы их попутчик дал его сыну изображение более светлой стороны истории (и, если тот не справится, то, тем самым, будет уличён в предвзятости и неспособности видеть хоть что-то хорошее — будет выставлен, таким образом, злобным критиканом).
Часть IV
Рассказчик представляет счастливый конец истории: работа окончена, мёртвые похоронены, а рабочие, ожидающие оплаты, собираются возле конторы. Здесь они узнают, что фактически остались должны хозяевам:
Всё заносили десятники в книжку —
Брал ли на баню, лежал ли больной:
«Может, и есть тут теперича лишку,
Да вот, поди ты!..» Махнули рукой...
Подрядчик прибывает и, жестом щедрости, прощает рабочим долги и выкатывает бочку вина для всех: чтобы пить и праздновать.